# ديفيد دي لا فونتي
ديفيد دي لا فونتي (بالإسبانية: David de la Fuente)‏ مواليد 4 مايو 1981 في راينوسا، إسبانيا، هو دراج إسباني في صنف سباق الدراجات على الطريق.

## وصلات خارجية
- الموقع الرسمي

## روابط خارجية
- ديفيد دي لا فونتي على موقع الاتحاد الدولي للدراجات (الإنجليزية)
- ديفيد دي لا فونتي على موقع أرشيف الدراجات (الإنجليزية)
- ديفيد دي لا فونتي على موقع إحصائيات الدراجات الإحترافية (الإنجليزية)
- ديفيد دي لا فونتي على موقع نسبة الدراجات (الإنجليزية)
- ديفيد دي لا فونتي على موقع CycleBase (الإنجليزية)